# Orquestra Nacional do Capitólio de Toulouse
A Orquestra Nacional do Capitólio de Toulouse, em francês Orchestre national du Capitole de Toulouse, é uma orquestra francesa baseada em Toulouse. Inicialmente com o nome de Orquestra do Capitólio de Toulouse, teve diretores musicais que incluíram André Cluytens e Georges Prêtre. A orquestra teve mais proeminência durante o mandato de Michel Plasson, que ocorreu entre 1968 e 2003. Em 2005, Tugan Sokhiev tornou-se o maestro convidado e diretor conselheiro musical da orquestra.